# Johnny Sorrow
Johnny Sorrow è un personaggio immaginario che compare nei fumetti pubblicati dalla DC Comics. Il personaggio comparve per la prima volta in Secret Origins of Super-Villains 80-Page Giant n. 1 (dicembre 1999) e fu creato dagli scrittori Geoff Johns e David Goyer e dall'artista Phil Winslade.
Debuttando nella Modern Age dei fumetti, il personaggio comparve sia nei fumetti che nei romanzi grafici, ed altri prodotti correlati alla DC Comics come carte scambiabili e giocattoli.

## Storia di pubblicazione
Menzionato per la prima volta nella storia "A Knight in the Circus" in Starman n. 8 (giugno 1995), Johnny Sorrow debuttò in Secret Origins of Super-Villains 80-Page Giant n. 1 (dicembre 1999), e fu, secondo lo scrittore Mike Conroy, "...un impianto di continuità. Mentre è presumibilmente un criminale della Golden Age...in giro fin dagli anni quaranta, Sorrow non fece la sua prima comparsa che 50 anni più tardi".
Dopo una sconfitta iniziale, un Sorrow grandemente cambiato ricomparve con una nuova versione della Società dell'Ingiustizia in JSA n. 9 e n. 10 (aprile-maggio 2000), e fece una breve comparsa in Stars and S.T.R.I.P.E. n. 12 (agosto 2000). Il personaggio ritornò in una storia che dettagliò le origini dei suoi nuovi poteri in JSA dal n. 16 al n. 20 (novembre 2000-marzo 2001), e quindi nel romanzo grafico Virtue and Vice (gennaio 2002), battendosi sia con la Justice Society che con la Justice League alleandosi con Despero. Johnny Sorrow e un'altra versione della Società dell'Ingiustizia comparvero in JSA All-Stars n. 1 (febbraio 2010).

## Biografia
Menzionato per la prima volta come avversario dell'individualista Starman, Sorrow comparve come un intruso senza nome nell'impianto carcerario "Slab", uccidendo due guardie semplicemente rimuovendo la sua maschera e mostrando loro il suo vero volto. Quindi, Sorrow liberò il super criminale Icicle, dicendogli che una volta salvò suo padre - il primo Icicle - quando fu costretto a fuggire dalla Lanterna Verde originale.
Sorrow ricomparve come leader della nuova Società dell'Ingiustizia (consistente di Icicle, Blackbriar Thorn, Conte Vertigo, Geomancer, Killer Wasp e Tigress). Insieme irruppero nel quartier generale della JSA, anche se il membro della JSA Wildcat li sconfisse tutti (distruggendo Blackbriar Thorn) nonostante si stesse ricoverando da un braccio rotto e l'attacco fosse inizialmente lanciato mentre era nel bagno, con l'eccezione di Sorrow, che utilizzò il diversivo per rubare un artefatto.
Sorrow ritornò con una versione più grande della Società dell'Ingiustizia (avendo reclutato anche Black Adam dopo aver rimosso un tumore cerebrale, Shiv, Rival, e il Pensatore) e infine rivelò le sue origini.
Ex attore di film muti, Sorrow fu costretto al pensionamento dall'arrivo del sonoro, e si votò così ad una vita di crimine. Sorrow rubò un "Prototipo di Subspazio" che gli permise di diventare intangibile saltando in un'altra dimensione. Durante un incontro con la Justice Society of America, Sandy il Ragazzo D'Oro distrusse il Prototipo di Subspazio, che inaspettatamente spezzò Sorrow in due e scagliò ciò che rimase di lui in quella che Sorrow descrisse come "una dimensione frazionata" e in uno dei "Reami Sottili". I resti di Sorrow furono trovati da un'enorme entità Lovecraftiana chiamata "Re delle Lacrime", che lo resuscitò e fornì al criminale una maschera dorata che avrebbe contenuto la sua nuova forma e gli avrebbe permesso di manifestarsi nel mondo materiale. Il volto di Sorrow, deformato oltre ogni descrizione, era ora istantaneamente fatale a tutti coloro che lo vedevano.
Sorrow ritornò sulla Terra alla condizione di trovare un modo per fare manifestare il Re delle Lacrime. Al suo ritorno sulla Terra, Sorrow uccise sua moglie accidentalmente, quando ebbe fretta nel rimuovere la sua maschera per vedere cosa ne era rimasto di lui, e rapì Sandy, incolpandolo della sua deformazione e portandolo in un teatro. La nuova squadra di supereroi chiamata "Sette Ombre" - consistente di Dottor Nowhere, Jake Justice, Shard, Man-At-Arms, Lodestar, Scarab, e il Velo - tentando di fermare Sorrow, con l'eccezione di Scarab, furono tutti uccisi dalla vista di Sorrow. Scarab richiese l'aiuto della Justice Society, che giunse proprio mentre il Re delle Lacrime si stava materializzando. L'entità nota come lo Spettro ridusse il mostro a vere lacrime, che furono poi contenute e immagazzinate da Lanterna Verde. Sconfitto, Sorrow fuggì. Successivamente aiutò a rimuovere un tumore dal cervello di Black Adam, facendo sì che questi si unisse a lui per ripagarlo del debito. Sorrow in qualche modo ottenne accesso alla Roccia dell'Eternità e tramutò il Mago Shazam in pietra con il suo sguardo.
Nel presente, la Justice Society sconfisse la sua controparte malvagia in un altro incontro, ma Sorrow rivelò che l'artefatto che aveva rubato era di fatto la forma liquida del Re delle Lacrime, che si materializzò nuovamente. Anche se lo Spettro fu chiamato per occuparsi di quest'entità, il Re delle Lacrime in quest'occasione riuscì a disabilitare il grande eroe. Flash sollecitò l'aiuto di Black Adam (che cambiò idea su Sorrow) e utilizzò le loro velocità combinate - Flash prese in prestito la velocità di Black Adam entrando nella Forza della velocità - per dare un pugno a Sorrow proprio mentre Dottor Mid-Nite - i suoi occhialoni registrarono il volto di Sorrow quando questi tentò di attaccare l'eroe cieco in precedenza ma solo mettendolo brevemente fuori combattimento - mostrò a Sorrow il suo stesso volto, rendendolo solido abbastanza a lungo da permettere a Flash di colpirlo con tanta violenza da distruggere apparentemente sia il criminale che il Re delle Lacrime.
Riformandosi in una dimensione alternativa, Sorrow finì per incontrare la coscienza dell'ex avversario della JSA Despero, e insieme, il duo pianificò di vendicarsi sia della Justice Society che della Justice League. I due liberarono i Sette Peccati Capitali dalla Roccia dell'Eternità, e Sorrow tramutò il Mago Shazam in pietra con uno sguardo mortale. Despero prese il controllo della forma di Lex Luthor mentre sette membri dei due gruppi supereroici furono posseduti dai Peccati. Gli eroi furono liberati dall'influenza dei Peccati dai loro compagni di squadra, e si batterono con Sorrow e Despero, sconfiggendoli con il lavoro di squadra. Bandito ancora una volta, Sorrow fu ritrovato quando fu formata una nuova versione della Società dell'Ingiustizia guidata dal Mago. Sorrow immediatamente prese controllo del gruppo deciso a vendicarsi.

## Poteri e abilità
Johnny Sorrow era un normale essere umano finché un incidente con un dispositivo di teletrasporto triturò il suo corpo e ne trasportò i resti in un'altra dimensione. Un'entità chiamata il Re delle Lacrime ricostituì la coscienza di Sorrow, che ora abitava un vestito vuoto e una maschera. Il personaggio può rendersi solido (e vulnerabile) se rimuove la maschera, anche se questo rivela il volto alterato di Sorrow. Vedere il suo volto è istantaneamente fatale per quasi tutte le creature viventi. Lo stesso Sorrow è apparentemente vulnerabile al suo sguardo, un'immagine registrata della sua immagine causa una paralisi temporanea. Sorrow può anche levitare, teletrasportarsi e manipolare l'energia.

## In altri media

### Giocattoli
- La Clix produsse un action figure di Johnny Sorrow come parte della linea dedicata al Manicomio di Arkham.